# 布拉萨克 (阿列日省)
布拉萨克（法語：Brassac，法語發音：[bʁasak]）是法国阿列日省的一个市镇，位于该省中部，属于富瓦区。

## 地理
布拉萨克（42°56'45"N, 1°32'14"E）面积24.33 平方千米，位于法国奧克西塔尼大區阿列日省，该省份为法国西南部内陆省份，西部和北部与上加龙省接壤，东临奥德省，东南至东比利牛斯省接壤，南与安道尔和西班牙接壤。
与布拉萨克接壤的市镇（或旧市镇、城区）包括：贝纳克、勒博斯克、比雷、加纳克、滨河圣皮埃尔、索拉特、阿尔热河畔塞尔。

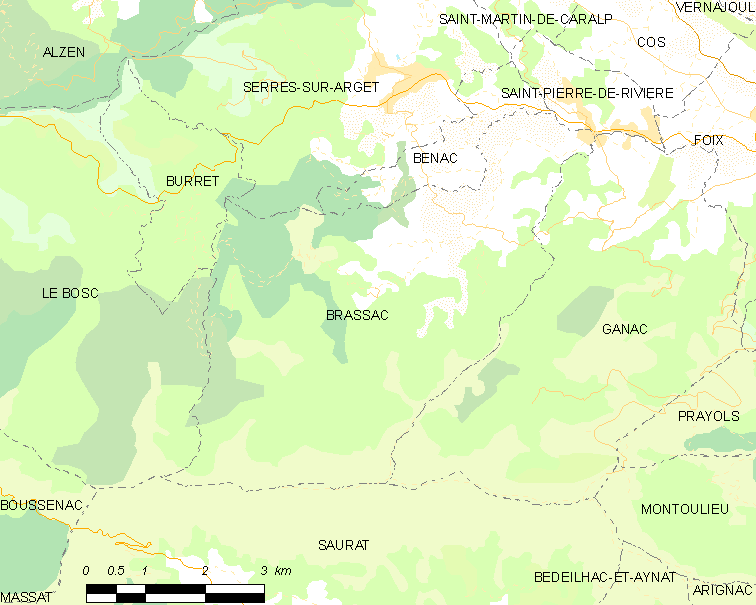
的OSM定位图

布拉萨克的时区为UTC+01:00、UTC+02:00（夏令时）。

## 行政
布拉萨克的邮政编码为09000，INSEE市镇编码为09066。

## 政治
布拉萨克所属的省级选区为阿列日河谷县。

## 人口

1962-2008年间人口变化图示

布拉萨克于2022年1月1日时的人口数量为621人。